# Цуканов Кирило Ігорович
Цуканов Кирилл Ігоревич (нар. 21 червня 1991, Балаково, Росія ) — російський та український спідвеїст ; до 2007 року виступав як представник Росії, у 2008–2012 роках представляв Україну, а з 2013 року знову Росію.

## Біографія
Триразовий призер індивідуальних чемпіонатів України серед юніорів : двічі золото(2008, 2010) та одне срібло (2009). Золотий призер особистого чампіонату України (2011).
Одним із найбільших досягнень Цуканова є бронзова медаль командного чемпіонату світу серед юніорів ( Балаково 2011 ). У фіналі турніру він набрав 10 очок (3,2,3,0,В,2)  .
Крім того, є бронзовим призером командного чемпіонату Європи серед юніорів ( 2012 ), фіналіст особистого чемпіонату Європи у Рівному ( 2011 – 14 місце), фіналіст особистого чемпіонату Європи серед юніорів ( 2012 – 12 місце), і триразовий призер Кубка MACEC : золото (2011) і двічі срібло (2008, 2009).
Він виступав у польській лізі, представляючи такі клуби: Speedway Równe (2008), Speedway Miskolc (2009), Orzeł Łódź (2010–2011), Kaskad Równe (2011) та Wanda Kraków (2012). У чемпіонаті Росії виступав за «Шахтар Червоноград» (2008), «Салават Салават» (2013) і «Турбіну Балаково» (2014, 2016–2017). Після завершення кар'єри став тренером юніорів цього клубу.